# Devin Williams
Pour le joueur de baseball, voir Devin Williams (baseball).
Devin Williams, né le 31 mai 1994, à Cincinnati, en Ohio, est un joueur américain de basket-ball. Il évolue au poste d'ailier fort.

## Biographie
En février 2019, Williams rejoint le KK Budućnost Podgorica, club monténégrin qui participe à l'Euroligue.